# Swaefhard z Esseksu
Swaefhard z Esseksu – syn Sebbi, władcy Królestwa Essex. 
Niewiele jest informacji na jego temat. Część badaczy uważa nawet, że jest on tożsamy z postacią następcy Sebbi, Swaefreda. Inni jednak odróżniają obie postaci, argumentując, że w żadnym ze źródeł nie pojawiają się one razem.
Wiadomo natomiast, że w 686 roku objął kontrolę nad częścią Kentu. Objął władzę w imieniu ojca i jego protektora Etelreda (brata Wulfhere). Osoba Swaefharda mogła zostać zaakceptowana przez mieszkańców Kentu, ze względu na to, iż w jego żyłach płynęła krew władców Kentu (jego praprababką była Ricula, siostra króla Kent Ethelberta). Władcą Kentu był wówczas Oswine, a zastąpił go później Wihtred.